# Chapuisia reflecta
Chapuisia reflecta es un coleóptero de la familia Chrysomelidae. Fue descrita científicamente en 1939 por Laboissiere.